# János Martinek
János Martinek (Budapest, 23 maggio 1965) è un ex pentatleta ungherese.
È il marito della ginnasta Beáta Storczer.

## Palmarès
In carriera ha conseguito i seguenti risultati:
- Giochi olimpici:

Seul 1988: oro nel pentathlon moderno individuale ed a squadre.
Atlanta 1996: bronzo nel pentathlon moderno individuale.
- Mondiali:

Moulins 1987: argento nel pentathlon moderno a squadre.
Budapest 1989: oro nel pentathlon moderno staffetta a squadre e argento a squadre.
Sheffield 1994: oro nel pentathlon moderno staffetta a squadre e bronzo individuale.
- Europei

Székesfehérvár 1997: argento nel pentathlon moderno a squadre.